# Microlissa bicarinata
Microlissa bicarinata is een krabbensoort uit de familie van de Epialtidae. De wetenschappelijke naam van de soort is voor het eerst geldig gepubliceerd in 1889 door Aurivillius.